# Aída Sullivan
Aída Sullivan Coya (Puebla, 23 de abril de 1904–Ciudad de México, 17 de agosto de 1975), conocida como Aída Sullivan de Rodríguez, fue la primera dama de México entre 1932 y 1934 y también fue primera dama de Sonora entre 1943 y 1948, por estar casada con el general Abelardo L. Rodríguez.

## Primeros años y matrimonio
Aída Sullivan nació en la ciudad de Puebla. Fue una de las tres hijas –Emma y Enriqueta– que tuvo el ingeniero estadounidense John Sullivan, que trabajó en la construcción del ferrocarril, y María Coya, originaria de Cienfuegos, Cuba. Muerto su padre, su madre se casó con Julio Viderique Celis, el hijo de José Julio Anselmo de la Trinidad Viderique Ureña y Refugio Celis, de este matrimonio tuvo tres hijas más: María Amparo, Elvira y Alma Julia Viderique Coya. 
Encontrándose Aída en Baja California, conoció al gobernador de aquel lugar, Abelardo L. Rodríguez. El 6 de febrero de 1924 se casaron en Mexicali. Él tenía treinta y cuatro años, ella diecinueve. De este matrimonio nacieron tres hijos: Juan Abelardo, Fernando Julio y Abelardo.

## Primera dama de México

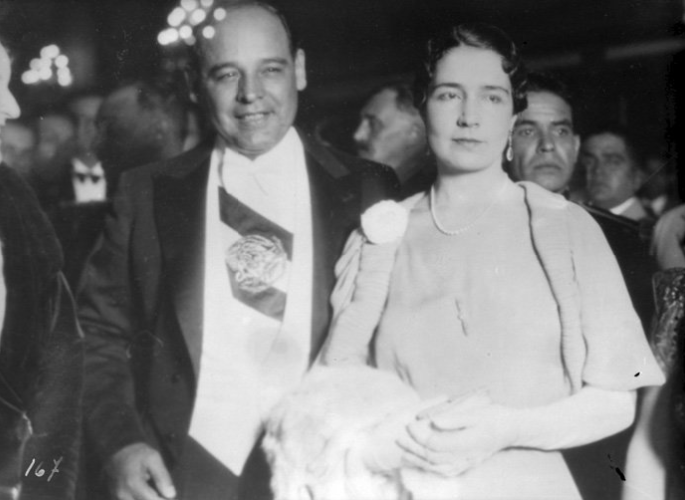
Fotografía de Rodríguez junto a su esposa, Aída Sullivan Coya.

Aída acompañó a su esposo durante sus encargos oficiales y en sus muchos viajes por el mundo y cuidó de su salud, pues el general Rodríguez padecía diabetes. 
Sullivan continuó con la tradición de sus antecesoras: realizar obras de asistencia social y organizar las recepciones y actividades sociales de la Presidencia. Tomó para sí dos causas: adoptar en México la bandera de las Américas y traer a México los métodos más modernos en puericultura.
En 1933, preocupada por el alto índice de mortandad infantil, mandó a escribir el Libro para la madre mexicana, en el que las aconsejó para que se adoptaran medidas higiénicas y nutricionales que les darían una mejor calidad de vida a sus hijos.

## Años posteriores y muerte
Para alejarse de tentaciones políticas, la familia Rodríguez Sullivan se radicó durante más de un año en Londres. A su regreso, el general todavía fue gobernador de Sonora, lugar donde Aída estableció la “Fundación Esposos Rodríguez”, cuyo propósito fue becar a estudiantes de bajos recursos. 
Dos tragedias familiares le afectaron profundamente: la muerte de su hijo mayor en un accidente de aviación y la de su nuera, Janine Ratliff, madre de cuatro hijos pequeños, a quienes tomó bajo su cuidado y crio. Ellos serían los beneficiarios de su fortuna pues, como las esposas de sus otros dos hijos no eran de su agrado, simplemente los desheredó. Aída Sullivan estaba convencida de que tenía la razón y de que podía decidir y controlar severamente la vida de los suyos. Amargos recuerdos quedan entre los descendientes a los que excluyó del árbol familiar. 
El general Rodríguez falleció en 1967 en la clínica Scripps, situada en California. Sullivan falleció ocho años después, en 1975, en su residencia de la Ciudad de México. Sus restos reposan en El Sauzal, Ensenada, Baja California.